# 高田城 (尾張国)
高田城（こうだじょう）は、愛知県一宮市浅井町河田字神明社にあった戦国時代の日本の城。現在は「河田城（こうだじょう）」と表記される事が一般的である。

## 概要
1584年（天正12年）の小牧・長久手の戦いの際、羽柴秀吉が織田・徳川連合軍と戦う為に構えた城である。戦いの後も秀吉側の城として存続したという。廃城時期は不明。
城跡は残っていたが、1963年（昭和38年）の木曽川の改修工事の為、その形跡は無くなってしまった。すこしはずれた場所に石碑がある。
地名の河田は「こうだ」と読み、元々は尾張国河田村であるが、安土桃山時代の1585年（天正13年）におきた木曽川の洪水により村が川で分断。豊臣秀吉により、新たな川を尾張国と美濃国の境としたため、二つの村になった。分断後も尾張国、美濃国のどちらも河田村を名乗った。高田城は尾張国側になる。
尾張国側は、葉栗郡河田村となり、葉栗郡浅井町に合併後、一宮市浅井町河田となり、現在に至る。
美濃国側は、羽栗郡河田村となり、羽栗郡川島村に合併後、羽島郡川島村を経て羽島郡川島町になる。現在は各務原市川島河田町となっている。